# Xenicotela distincta
Xenicotela distincta är en skalbaggsart som först beskrevs av Charles Joseph Gahan 1888.  Xenicotela distincta ingår i släktet Xenicotela och familjen långhorningar. Inga underarter finns listade i Catalogue of Life.